# Katinkari (ö, lat 60,65, long 21,23)
Katinkari är en ö i Finland. Den ligger i Skärgårdshavet och i kommunen Gustavs i den ekonomiska regionen  Nystadsregionen i landskapet Egentliga Finland, i den sydvästra delen av landet. Ön ligger omkring 60 kilometer väster om Åbo och omkring 210 kilometer väster om Helsingfors.
Öns area är 1 hektar och dess största längd är 180 meter i sydöst-nordvästlig riktning.